# Początek (utwór muzyczny)
Początek – piosenka i główny singel promujący trasę Męskiego Grania 2018. Wykonawcami utworu są: Kortez, Dawid Podsiadło i Krzysztof Zalewski, który jest jednocześnie autorem słów i muzyki. Teledysk do utworu w serwisie Youtube obejrzano ponad 150 mln razy. Singiel wydano 23 maja 2018. 9 marca 2019 roku piosenka ta otrzymała Fryderyka w kategoriach: Piosenka roku i Teledysk roku.

## Wykonawcy[3]
- Krzysztof Zalewski – słowa, kompozycja, śpiew, gitara basowa, perkusja
- Dawid Podsiadło – śpiew, instrumenty klawiszowe, sampling pady
- Kortez – śpiew, gitara, fortepian
- Olek Świerkot – gitara, looper
- Kuba Staruszkiewicz – perkusja, tamburyn

## Notowania

### Listy airplay
| Autor                           | Notowanie     | Najwyższa pozycja |
| ------------------------------- | ------------- | ----------------- |
| Związek Producentów Audio-Video | AirPlay – Top | 2                 |

### Listy przebojów
| Autor                     | Notowanie                          | Najwyższa pozycja |
| ------------------------- | ---------------------------------- | ----------------- |
| Polskie Radio Program III | Lista przebojów Programu Trzeciego | 1                 |
| Radio Zet                 | Lista przebojów                    | 1                 |
| RMF FM                    | Poplista                           | 1                 |
| Radio Szczecin            | Szczecińska lista przebojów        | 1                 |
| Radio Poznań              | Lista przebojów                    | 2                 |
| Radio PiK                 | Lista Przebojów                    | 1                 |

### Listy całoroczne (2018)
| Autor                           | Notowanie         | Najwyższa pozycja |
| ------------------------------- | ----------------- | ----------------- |
| Związek Producentów Audio-Video | Podsumowanie 2018 | 1                 |

| Autor                     | Notowanie                   | Najwyższa pozycja |
| ------------------------- | --------------------------- | ----------------- |
| Polskie Radio Program III | Polskie Radio Program III   | 3                 |
| Radio Eska                | Gorąca Setka                | 3                 |
| Radio Poznań              | Lista przebojów             | 3                 |
| Radio Szczecin            | Szczecińska lista przebojów | 1                 |
| RMF Maxxx                 | Hop Bęc                     | 11                |

## Certyfikaty
| Certyfikat       | Liczba egzemplarzy | Data         |        |
| ---------------- | ------------------ | ------------ | ------ |
| diamentowa płyta | >100 000           | 4 marca 2020 | [ 17 ] |